# ワイヤンダンチ駅
ワイヤンダンチ駅（英: Wyandanch）とはロングアイランド鉄道 (LIRR) の本線（ロンコンコマ支線）にある駅である。この駅はニューヨーク州ワイヤンダンチのアコーン・アベニュー付近、ストレート・パス（サフォーク郡道2号線）とロングアイランド・アベニューの交差点に位置する。駅付近の全駐車場は無料であり、サフォーク郡またはバビロン町によって維持されている。

## 歴史
ワイヤンダンチ駅は当初1875年5月に「ウェスト・ディアーパーク」 ("West Deer Park") として建設された。その駅と線路はずっと地表面にあった。1920年代と1930年代の間に駅付近は列車との衝突を含む多数の恐ろしい事故の現場となった。発生場所はストレート・パス、18丁目やリトル・イースト・ネック・ロードにある踏切であった。1935年、ワイヤンダンチの人々からの度重なる抗議により、公共サービス委員会 (New York Public Service Commission, PSC) はLIRRに踏切番を授業日の授業時間中に18丁目とストレート・パスの踏切に配置するように命じた。これはLIRRの北に住む学童が南側の南20丁目 (South 20th Street) とストレート・パスの交差点にある校舎へ行く途中に安全に線路を横断できるようにするためであった。

### 小型鉄道と再建
In December 1948, a model railroading club called the New York Live Steamer Society built a miniature steam railroad ride along the line at Merritt Avenue at North 17th Street, on a plot of land which was owned by the LIRR.始終料金はいらず、乗車は非常に人気であることが判明した。1951年までに、3台の小型機関車が日曜日と祝日に運転され、「それらのうち2台は蒸気でもう一方はディーゼルであった ("two of them steam and the other diesel")」。LIRRが New York Live Steamer Society が無料で使用していたその土地を必要とした時、その小型鉄道は1953年にフリーポートへ移動した。 その駅は1958年2月に取り壊され、移転した駅は現在のベスページ駅駅舎と同じようであった1958年6月に建設された。その再建の一環として、LIRRは駐車場を拡張したり、より長い列車に対応できるようにするためワイヤンダンチにあるプラットホームを300フィート (90 m)から898フィート (274 m)へ延長したりするためにストレート・パスと18丁目の間の線路の両側にある50,600平方フィート (4,700 m2)の土地を賃貸した。しかし、ワイヤンダンチ駅の駐車場はハーフ・ホロウ・ヒルズでの高級住宅 (upscale housing) の開発にともない1960年代に問題となった。これらの上位中産階級の通勤者はハンティントン・ステーションにあるLIRRの停車場より近いため、ワイヤンダンチで乗車していた。

### 電化と付近の廃止
1983年初頭、MTA/LIRRは本線をヒックスヴィル駅からロンコンコマ駅まで電化する計画を立てていると発表した。サフォーク郡を通った時の通勤時間を短縮しようとする試みの一環として、彼らは108年後にはワイヤンダンチでの鉄道業務を廃止したかった。同様の計画は	パインローン駅やブレントウッド駅についても検討された。これはワイヤンダンチにいる異種グループを怒らせ、また団結させた。そのグループは市民団体を駆り立てて、ワイヤンダンチでの鉄道業務の中止に抗議するために住民を動員させた。Working on a bipartisan basis, Senator Owen Johnson (R-West Babylon) and Assemblyman Patrick Halpin (D-Lindenhurst) convinced the MTA to maintain rail service in Wyandanch as well as Pinelawn.LIRRは住民が線路を横断したり第三軌条に触れたりすることを防ぐために線路沿いにフェンスを追加することや、2つの鋼製の歩道橋を南27丁目とディアー・ストリート（新駅のすぐ東側）に建設することに同意した。1958年に建設された駅は取り壊され、1987年に再度移転されロンコンコマ駅、セントラル・アイスリップ駅、ブレントウッド駅、ディアーパーク駅とともに再建された。その新駅は置換された1958年の建物よりも大きかった。1987年の再建計画で設置された5駅のうち、ワイヤンダンチ駅は以前あった場所、具体的に言うと「ウェスト・ディアーパーク」駅がもともとあった場所から最も近い場所に移転した。LIRRは1988年1月18日にワイヤンダンチで電気鉄道事業 (electric rail service) を開始した。

### 公共交通指向型開発
2013年7月13日、LIRRやstare and local elected officialsは「ワイヤンダンチ・ライジング」 ("Wyandanch Rising") という、駅に900台を収容できる駐車設備や新駅舎を含むインターモーダル施設を建設する40エーカーの公共交通指向型開発プロジェクトに着手した。apartment and retail complexが建設中である。The expanded LIRR station is also intended to support the increased ridership anticipated when LIRR trains begin serving Grand Central station in 2018 (see East Side Access).

## 駅構造
| 1 | ■ロンコンコマ支線 | ニューヨーク方面 （パインローン）   |  |
| 1 | ■ロンコンコマ支線 | ロンコンコマ方面 （ディアーパーク） |  |

この駅は単線軌道の北側に有効長12両の単式ホームを1面有する。